# تشارلز رايت (مصارع)
تشارليز رايت (بالإنجليزية: Charles Wright)‏ (16 مايو 1961) مصارع أمريكي محترف عمل في شركة دابليو دابليو أي وعدة شركات أخرى .

## مشواره المهني

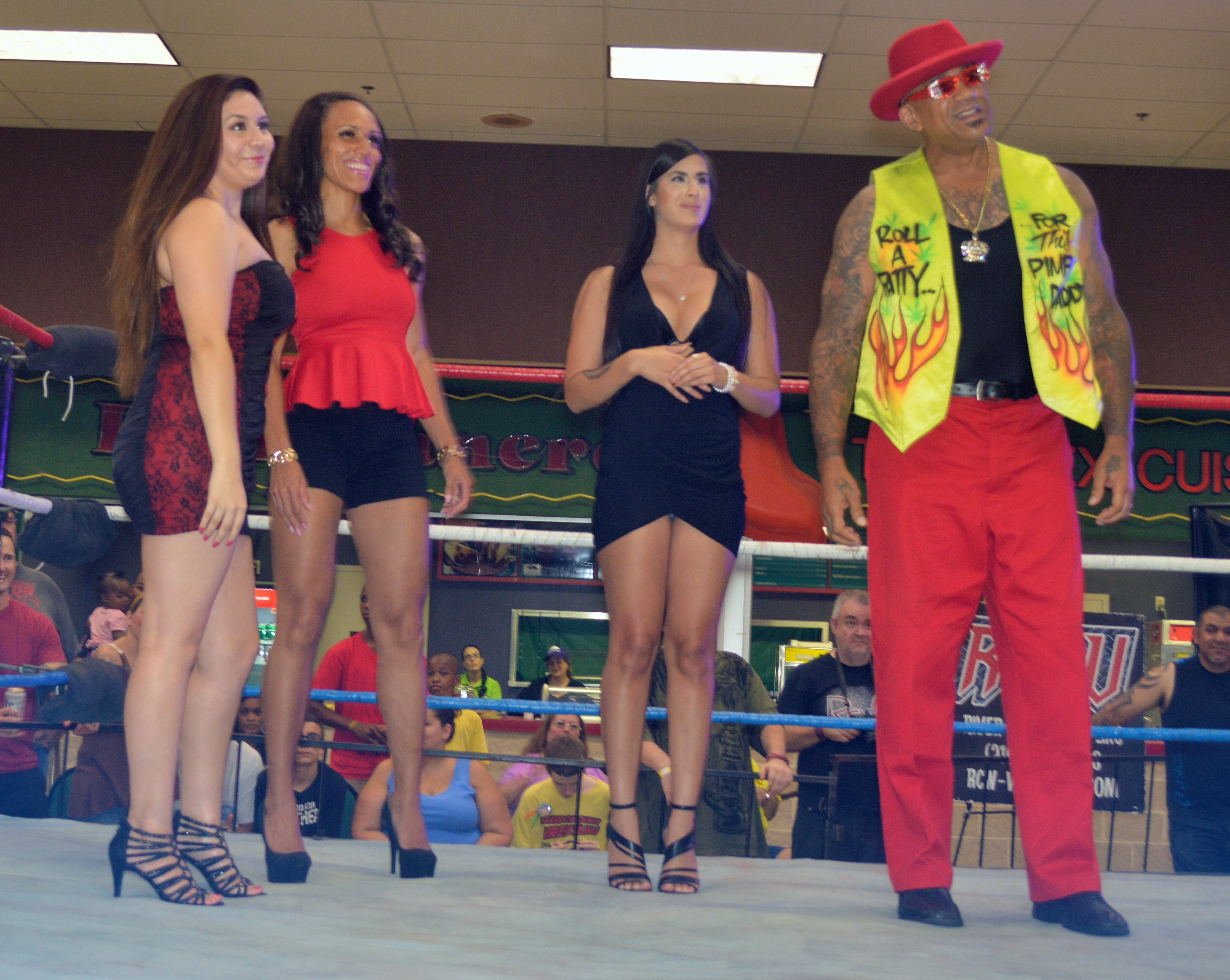
العراب - 2015

بدأ مشواره في عام 1989 ومن ثم انتقل في 1991 انتقل إلى الدابليو دابليواي ولعب في (wwe) من 1991-1993. وبدأ في الاتحاد باسم (بابا شانغو). وقد دخل في اقوى عداوة مع المصارع الاسطوري التميت واريور في العام 1992. وكان قد ظهر في ريسلمانيا 1992 لمساعدة المصارع سيد جاستيس الذي كان يتصارع مع هالك هوغان الا ان دخل التميت واريور وساعد هوغان. في سمر سلام 1992 لعب ضد المسارع تيتو سانتانا وفاز بابا شانغو في ذلك المباراة. وشارك في رويال رامبل 1993 ودخل رقم 3 ولم يستمر أكثر من 30 ثانية حينما رماه ريك فلير من فوق الحبال. وخسر من تيتو سانتانا في مباراة أخرى في ريسلمانيا 1993 بعد صيف 1993 غادر بابا شانغو الاتحاد ليذهب إلى اتحاد ( uswa من[1993-1994] ).

## عداوته معالأندرتيكر
عاد للwwe اواخر 1994 باسم ( كاما ) ودخل في عداوة مع الاندرتيكر حينما دخل في مباراة ريسلمانيا اندرتيكر ضد كينغ كونغ بوندي وأخذ كاما جرة بول بيرير ولكن اندرتيكر استطاع أن يفوز على كينغ كونغ بوندي ويصبح سلسلته 4-0. ولعب مع الاندرتيك أكثر من مباراة وخسرها كلها.

## الرويال رامبل
وشارك في رويال رامبل 1996 وصمد لفترة طويلة في الحلبة الا ان أصبح الشخص قبل الاخير في الرويال رامبل. بعد ذلك قام بتغير اسمه إلى ( كاما مصطفى ) وكون فريق مع ذاروك وفاروق ومارك هنري ودخلوا عداوة مع فريق كين شامروك لكن الفريق هذا قد تفكك في 1998. وغير اسمه إلى ( ذا جود فاذر ) وفي هذا الشخصية أصبح محبوب إذ يدخل إلى الحلبة برفقة فتيات ويرقص معهم. شارك في رويال رامبل 2001 و 2002 وأقصي فيها.

## الاعتزال
اعتزل المصارع ديسمبر 2002 عن عمر يناهز 41 سنة وهو أخ للمصارع بوقي مان. وحقق في الشخصية الأخيرة بطولة القارات وبطولة التاج تيم.

## وصلات خارجية
- تشارلز رايت على موقع دبليو دبليو إي (الإنجليزية)
- تشارلز رايت على موقع CageMatch worker (الإنجليزية)
- تشارلز رايت على موقع قاعدة بيانات المصارعة على الإنترنت (الإنجليزية)
- تشارلز رايت على موقع عالم المصارعة على الإنترنت (الإنجليزية)
- تشارلز رايت على موقع عالم المصارعة على الإنترنت (الإنجليزية)

- صفحة Papa Shango على دبليو دبليو إي.كوم
- صفحة The Godfather على دبليو دبليو إي.كوم
- تشارلز رايت على موقع IMDb (الإنجليزية)
- تشارلز رايت على موقع قاعدة بيانات الفيلم (الإنجليزية)